# カマン・エアロスペース
カマン・エアロスペース（Kaman Aerospace）は、1945年にチャールズ・カマンが創業したアメリカ合衆国の航空機製造会社で、現在は航空宇宙産業を手がけている。

## 沿革
最初の10年間は幾つかのヘリコプターの設計を行い、幾つかの世界記録を樹立した。
1956年、カマン社はマクドネル・ダグラスやグラマンの下請けを行った。1960年代半ば、カマン・コーポレーションの社長チャールズ・カマンは、1960年代に入り木製のローターブレードが時代遅れになったものの、木工関係の技術者を失業させないため、木工技術を活用できる楽器製造に乗り出し1966年にカマン・ミュージックを設立した。最初の製品はカマン自身がギタリストであったためギターとなった。

## カマン社の年表
- 1945年12月 ： 26歳のチャールズ・カマンが自身の発明であるサーボフラップ制御式ローターと2,000ドルの資金をもって会社を設立
- 1947年1月15日 ： カマン社初のヘリコプターであるK-125を開発。同機にはアントン・フレットナーが第二次世界大戦中に開発したFl 282に用いられた交差反転式回転翼を採用した。
- 1949年7月 ： K-125の発展型であるK-225を海軍に2機、沿岸警備隊に1機、それぞれ25,000ドルで納入。K-225は後にH-22として制式化された。
- 1951年12月 ： K-225の改良型にボーイング502ガスタービンエンジンを搭載、世界初のガスタービン駆動のヘリコプターとなり、本格的なタービン時代の幕開けを飾る。この機体は現在、スミソニアン博物館に保存されている。
- 1953年 ： 最初の電動式標的機を生産
- 1953年4月 ： 海兵隊から受注したHOK-1（空軍名称H-43A ハスキー）が初飛行
- 1954年 ： K-16 A ロートプロップ式 V/STOL機を開発
- 1954年3月 ： HTK-1の改良型が世界初の双発タービン式ヘリコプターとなる。
- 1956年9月 ： HH-43 ハスキーの改良型がライカミング T53 ガスタービンを搭載
- 1957年7月 ： HTK-1を改造して世界初の遠隔操作ヘリコプターである QH-43を開発
- 1958年 ： K-17〔 冷風型チップジェット 、主回転翼の羽根の翼端より冷たい(コールド)圧縮空気を噴出させ回転させる 〕[1]ヘリコプターを開発。
- 1959年7月2日 ： HU2K-1（後のUH-2A シースプライト）を開発
- 1960年3月 ： 初めて全複合材製の回転翼を開発、飛行させる。
- 1961年10月 ： H-43が10,000 mの高度記録と上昇率の記録を樹立。H-43は朝鮮戦争とベトナム戦争において他の機種をすべて合わせたものより多くの救助活動に投入され、かつ、すべてのアメリカ軍用機中、最も安全な航空機であった。
- 1962年 ： UH-2A / B 量産開始
- 1964年1月 ： 実験機 コンバーチプレーンが初飛行し、320 km/hを超える速度を記録した。本機はGE J85エンジンとビーチクラフト クイーンエアの主翼を装備していた。
- 1965年 ： UH-2改造の陸軍向け攻撃ヘリコプター「トマホーク」を開発。AH-1に敗れ不採用。
- 1967年 ： シースプライトを双発タービンに改良。
- 1969年 ： アメリカ海軍が護衛艦艇に搭載するLAMPS （Light Airborne Multipurpose System）の開発を開始
- 1971年 ： ベンソン X-25Aの構想を継承した "SAVER" （格納可能・航空機搭乗員脱出用機・回転翼付座席 , The Stowable Aircrew Vehicle Escape Rotoseat；傾斜回転翼を備えた初めてのターボファンエンジン式オートジャイロ）を開発。社内名称：KSA-100 セイヴァー （ ウィリアムズ WR19, 推力 150 kg ）[2][3]
- 1973年5月 ： SH-2F シースプライトをLAMPS I として海軍に納入
- 1976年7月 ： K-747型回転翼の設計生産を開始。これは世界初の全複合材製回転翼であり、AH-1 コブラヘリコプターに搭載された。生産は4,000枚以上に及んだ。
- 1991年1月 ： レーザー式新型掃海システム「マジック・ランタン」を開発。湾岸戦争に投入され、機雷の発見において大きな成果を上げた。
- 1993年2月 ： SH-2G シースプライトを海軍に納入。航空電子装備やエンジンが一新（GE T700）された。
- 1994年8月 ： K-MAX （外部懸架に特化した交差反転式回転翼ヘリコプター）を開発
- 1998年11月 ： エジプト空軍に10機目の対潜任務用SH-2Gを納入。エジプトは本機の最初の外国顧客となった。
- 1999年8月 ： ニュージーランドがSH-2G(NZ)を導入
- 2000年1月 ： オーストラリア向けSH-2G(A)の飛行試験開始
- 2001年1月 ： アメリカ政府が5機のK-MAXをペルーに貸与
- 2002年10月 ： ペルーのK-MAX5機がコロンビア陸軍に譲渡（現在運用中）

## 生産機
- カマン K-225（英語版）
- HH-43 ハスキー
- カマン K-16
- カマン K-17
- SH-2 シースプライト
- K-1200 K-MAX